# Tagebuch der Apokalypse
Tagebuch der Apokalypse (Originaltitel: Day by day Armageddon) ist der erste Teil einer vierteiligen Romanreihe des amerikanischen Schriftstellers J. L. Bourne aus dem Jahr 2007. Die deutsche Übersetzung von Ronald M. Hahn wurde durch den Heyne Verlag im Jahr 2010 veröffentlicht.

## Handlung
Der Leser erfährt die Geschichte eines Mannes, der seine Erfahrungen in einer postapokalyptischen Welt in einem Tagebuch festhält.
Der Protagonist des Romans, ein Soldat auf Heimaturlaub, ist alleinlebend und berichtet zu Beginn des Romans von merkwürdigen Meldungen aus den Medien: In China scheint ein unbekanntes „Grippevirus“ ausgebrochen zu sein, das sich rasant ausbreitet. Schon bald gibt es auch Meldungen von ersten Krankheitsausbrüchen in den USA. Schließlich meldet sich der Präsident der USA über das Fernsehen zu Wort und spricht bei den Vorkommnissen von einer hoch ansteckenden Krankheit, die bei Betroffenen zu verdächtigen Symptomen führt. Durch den Heimatschutzminister erfährt man schließlich, welcher Gefahr sich die Menschheit tatsächlich gegenübersieht: Untoten. Der Minister nennt weitere Details: „Die Infizierten erliegen nach kurzer Zeit ihrer Verletzung. Doch nach einer Stunde stehen sie wieder auf, um Lebende ausfindig zu machen.“
Nicht erst nach diesen Meldungen beginnt sich der Protagonist des Romans in seinem Haus zu verbarrikadieren – gleichzeitig folgt er nicht dem Aufruf seines Offiziers, zurück zu seinem Militärstützpunkt zu kommen. Nach und nach brechen die Kommunikationskanäle zusammen. Nach einem ersten Kontakt mit den Untoten ist der Protagonist sich sicher: Die Welt, die er kannte, existiert nicht länger. Nach einiger Zeit nimmt der Protagonist Kontakt mit einem noch lebenden Nachbarn auf – John. Zusammen mit John macht er sich zu Erkundungstouren durch die Welt auf, die nun in Händen der gefräßigen Untoten ist. Hier sichern die beiden unter anderem ein Flugzeug.
Über eine Rede der First Lady, im Fernsehen, erfahren die Überlebenden, dass das noch verbliebene US-Militär einen Nuklearschlag gegen die untoten Massen plant – so soll auch San Antonio, die Stadt, die keine 12 km von John und dem Hauptcharakter entfernt ist, nuklear beschossen werden. Die beiden sind so zur Flucht mit dem Flugzeug gezwungen. Zunächst finden der Protagonist und John Unterschlupf im Tower eines kleinen Flugplatzes, außerhalb der durch den Nuklearschlag gefährdeten Zone. Als der Flugplatz im Laufe der Geschichte jedoch von Untoten überrannt wird, sind sie abermals zur Flucht gezwungen. Nach einer technisch erzwungenen Notlandung finden sie einen neuen Unterschlupf: einen Schwimmsteg in einem Fährhafen.
Über Funk erhalten beide Überlebenden den Hilferuf einer Familie, die durch eine Horde Untoter in einem Dachboden festgesetzt ist. Dem Protagonisten gelingt es, diese zu befreien und ebenfalls unversehrt auf den Schwimmsteg zu bringen. Im weiteren Verlauf kommt es immer wieder zu brenzligen Begegnungen mit den Untoten.
Auf der Suche nach Nahrung treffen die Überlebenden einen weiteren, unversehrten Menschen: Tara. Sie saß tagelang in einem Auto fest, umzingelt von Untoten. Nachdem die Schwimmbarriere der kleinen Gruppe ein Leck bekommt und sinkt, macht sie sich mit einem Boot auf den Weg nach Nordosten, um dann an Land überzusetzen. Relativ ziellos begibt sich die Gruppe in das texanische Landesinnere und stößt eher zufällig auf ein Raketensilo – das „Hotel 23“. Bestückt mit reichlich Nahrung und Trinken, scheint die Gruppe einen sicheren Hort gefunden zu haben – bis es plötzlich zu einer Belagerung des Silos durch Unbekannte kommt. Nachdem diese gewaltsam versuchen in die Raketenanlage einzudringen, beschließt der Protagonist des Romans die Eindringlinge mit einem Granatwerfer zu beschießen. Bei diesem Gefecht werden alle unbekannten Angreifer getötet und die Gruppe Überlebender scheint sicher.

## Besonderheiten
- Die Taschenbuchausgabe ist mit handschriftlichen Vermerken, Unterstreichungen und Zeichnungen versehen, um so einen realistischen Eindruck zu erzeugen.
- J. L. Bourne entwarf Layout und Cover des Romans "Tagebuch der Apokalypse" selbstständig.[2]

## Belege
1. ↑  J. L Bourne: Tagebuch der Apokalypse, 2010, Heyne Verlag
2. ↑  offizielle Facebook-Fanseite von J. L. Bourne